# Nordicom

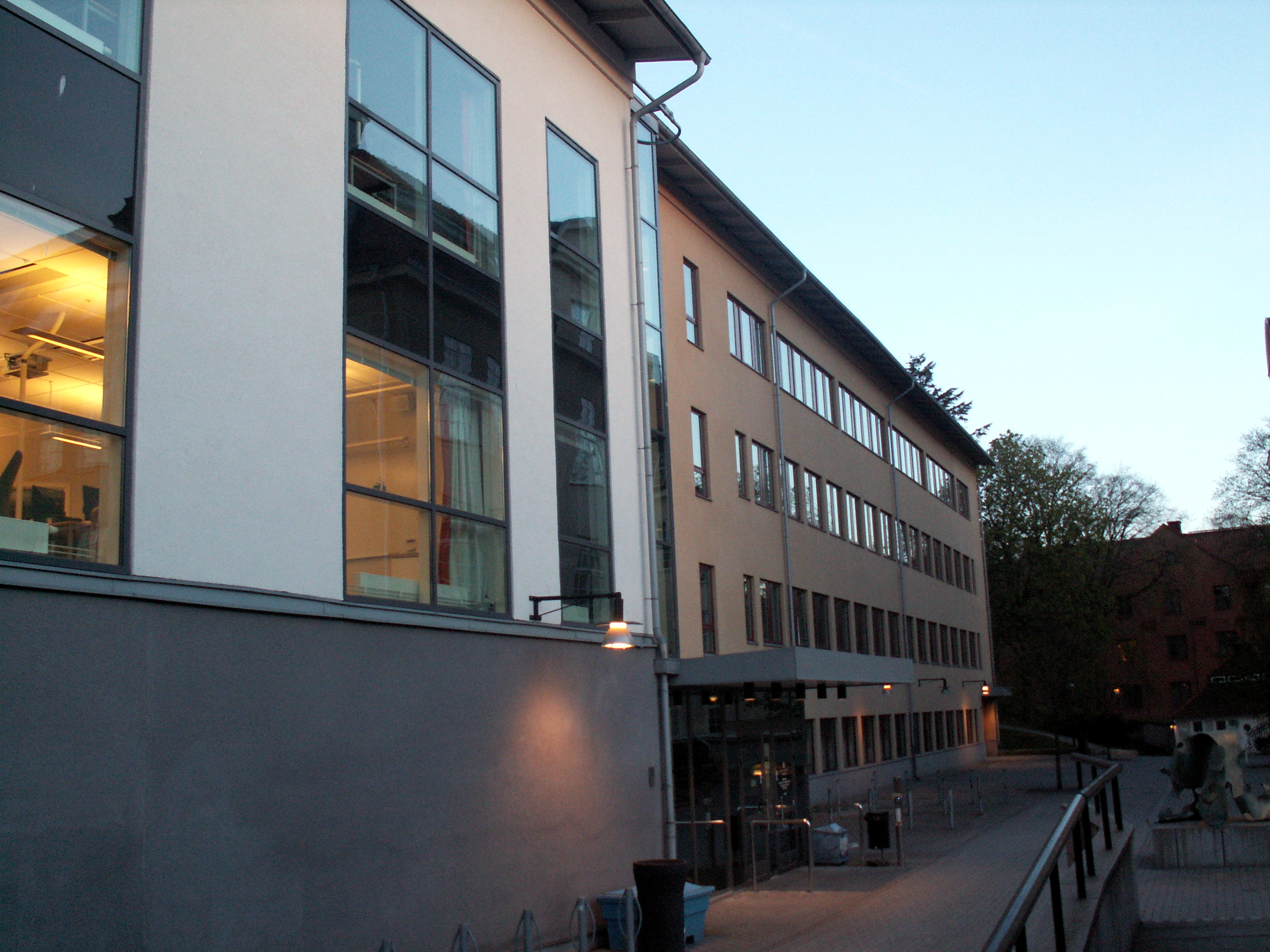
Seminariegatan 1 B, med JMG och SOM-institutet ("Mediehuset") samt Nordicom.

Nordicom är ett centrum för nordisk medieforskning vid Göteborgs universitet. Syftet med verksamheten är att främja, utveckla och sprida forskningsbaserad kunskap om mediernas funktion i Sverige och Norden samt att stärka samarbetet mellan nordiska medieforskare. Nordicom genomför bland annat undersökningen Mediebarometern och publicerar akademisk litteratur.  
Nordicoms verksamhet bedrivs med stöd av Nordiska ministerrådet och det svenska kulturdepartementet.
Den litteratur som Nordicom publicerar består av akademiska monografier och antologier samt de internationella vetenskapliga tidskrifterna Nordicom Review och Nordic Journal of Media Studies.
Organisationen arbetar även med fakta- och statistiksammanställningar, tematiska analyser samt nyhetsförmedling och omvärldsbevakning kring den svenska och nordiska medieutvecklingen.
Vartannat år samarrangerar Nordicom medieforskningskonferensen NordMedia tillsammans med de nationella forskarföreningarna inom medie- och kommunikationsvetenskap i de nordiska länderna. Nordicom driver även NordMedia Network som är en plattform för nordiska och nordiskt orienterade forskare inom medier och kommunikation. Det finns även en systerplattform för afrikanska medieforskare, AfroMedia Network.
Nordicom är en del av det nordiska samarbetet på det kulturpolitiska området. Organisationen bildades på 1970-talet under namnet Nordiska dokumentationscentralen för masskommunikationsforskning och var fram till 2015 en institution under Nordiska ministerrådet. Sedan 2016 ingår Nordicom i stället i ett strategiskt partnerskap med ministerrådet.
Nordicom har också i uppdrag från det svenska kulturdepartementet att kartlägga och analysera den svenska medieutvecklingen, i synnerhet med avseende på mediemarknadens ekonomiska och strukturella utveckling. I uppdraget ingår även att genomföra Mediebarometern, en årlig befolkningsrepresentativ frågeundersökning om den svenska befolkningens medievanor.